# Andy Irvine

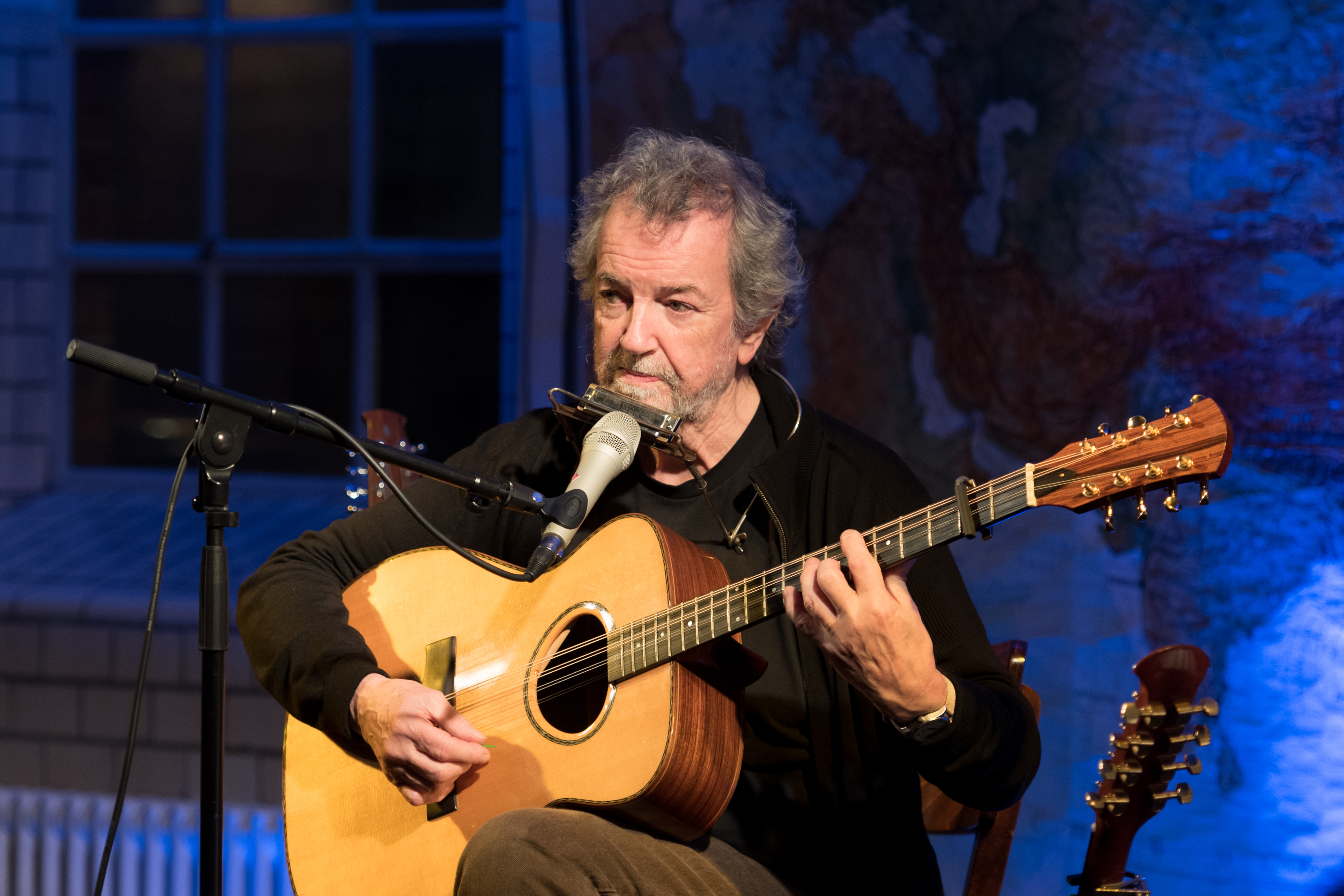
Andy Irvine (2016)

Andrew Kennedy „Andy“ Irvine (* 14. Juni 1942 in London) ist ein irischer Folkmusiker, Sänger und Songschreiber.

## Leben
Irvine wuchs als Einzelkind in einer künstlerisch tätigen Familie auf. Der Vater, ein Schotte aus Glasgow, war Musiker. Die Mutter, Irin aus Lisburn, County Antrim, beendete ihre Schauspielertätigkeit nach Geburt des Sohnes. Er selbst musste – wegen familiärer Probleme – früh die Familie verlassen und ein Internat besuchen. Schon als Kind bekam er eine Rolle als Schauspieler. Später spielte er bis zu seinem Umzug nach Dublin zwei Jahre in einer Theatergruppe der BBC. Er lernte im Alter von zwölf Jahren Gitarre spielen und bekam mit 17 Jahren Kontakt zu Musikern der Folkszene, wie Derroll Adams. Woody Guthrie wurde sein Vorbild. Er entfloh seiner eher ungeliebten Umgebung nach Irland und zog in die Baggot Street in Dublin. Er schauspielerte, ohne davon leben zu können.
Wie viele Musiker dieser Zeit hielt Irvine sich mit Gelegenheitsauftritten über Wasser und fand im Pub des Ehepaares O’Donoghue ein zweites Zuhause. Hier wurde er von Musikern wie Luke Kelly und Ronnie Drew beeinflusst. Er begann intensiver, als Musiker tätig zu sein. 1965 reiste er durch Irland und Europa, wo er mit Joe Dolan (aus Galway, nicht der Schlagersänger) Straßenmusik in München und Wien machte. Nach seiner Rückkehr nach Irland gründete er die Gruppe Sweeney’s Men, der er zwei Jahre lang angehörte. Er unternahm anschließend eine längere Reise durch Osteuropa, speziell den Balkan, und wurde von der dortigen Volksmusik stark beeinflusst. Dieser Einfluss findet sich bis heute in vielen seiner Projekte wieder.
Nach dieser Reise lernte Andy Irvine zunächst Dónal Lunny, später Christy Moore und Liam O’Flynn kennen. Sie gründeten die Gruppe Planxty, die es zu einem auch international hohen Bekanntheitsgrad brachte. Bis zu diesem Zeitpunkt hatte Irvine sich zu einem virtuosen Irish-Bouzouki- und Mandolinenspieler entwickelt.
Mitte der 1970er Jahre löste sich Planxty vorübergehend auf. 1975 heiratete Irvine und ging mit Mick Hanly auf Europatournee; 1976 spielte er kurz bei De Danann. Er fand jedoch wieder zu Planxty zurück, die in leicht geänderter Formation, mit dem Flötisten Matt Molloy, wieder zusammengefunden hatten. Er veröffentlichte 1979 sein erstes Soloalbum Rainy Sundays, Windy Dreams und startete mehrere erfolgreiche Projekte, nachdem sich Planxty Anfang der 1980er Jahre erneut aufgelöst hatte. Die bekanntesten Bands, die so zustande kamen, sind Mozaik und Patrick Street, die noch heute existieren.
Seit 1980 besteht zwischen den beiden Musikern Andy Irvine und Peter Ratzenbeck eine enge Freundschaft, sie spielen auch immer wieder gemeinsame Konzerte.
Seit 2002 leitet Irvine mit Dónal Lunny auch die international besetzte Gruppe Mozaik, zu der Nikola Parov, Bruce Molsky und Rens van der Zalm gehören, mit der er mehrfach auf Tournee war und bis 2019 vier Alben veröffentlichte. 2004/2005 fand Planxty in der Urformation für einige Konzerte wieder zusammen. 
Irvine lebt seit 2009 in Donnybrook, einem Stadtteil im Süden von Dublin, und unternimmt weiterhin Konzertreisen, vorwiegend mit den Bands Patrick Street und Mosaic, aber auch solo. 2012 und 2013 trat er als Mitglied der Band LAPD auf, deren Name für die Anfangsbuchstaben der Bandmitglieder Liam O’Flynn, Andy Irvine, Paddy Glackin und Dónal Lunny steht. In Deutschland war er zuletzt im Herbst 2024 auf Tournee.

## Stilistik

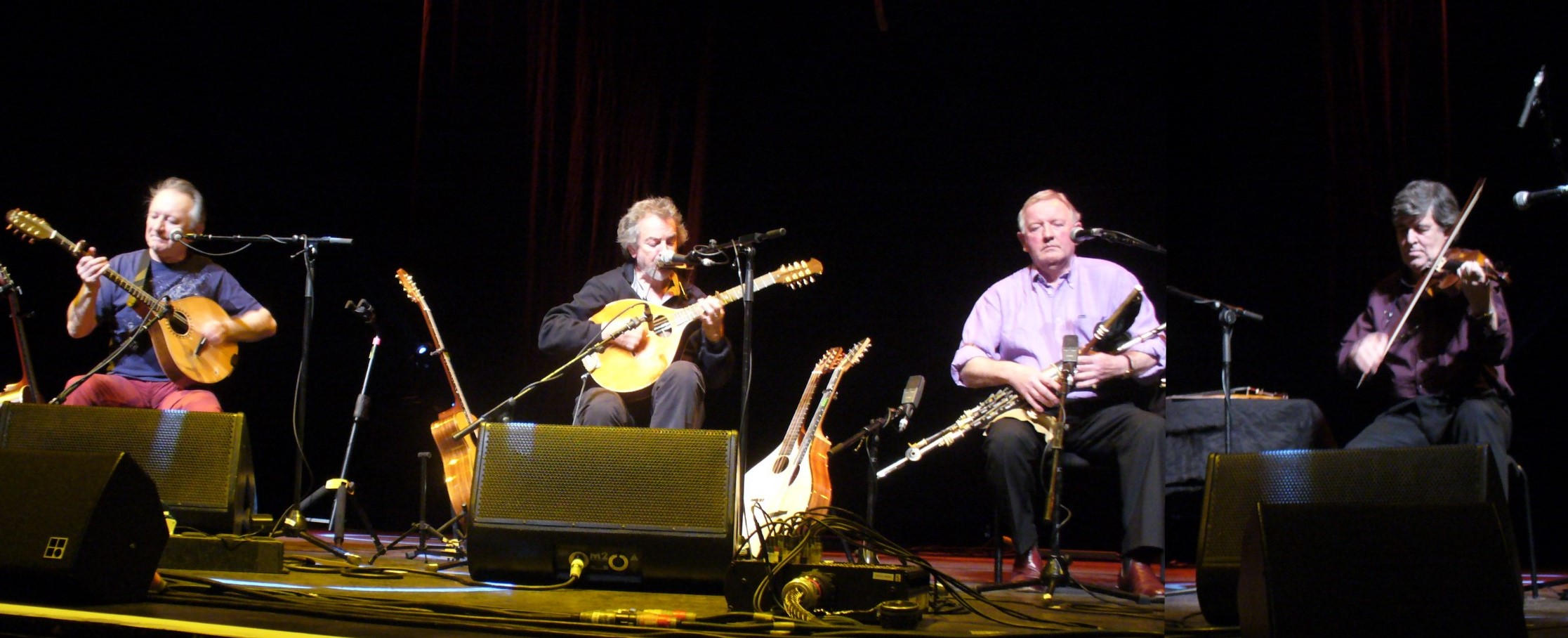
LAPD mit Irvine (2. v. li.) und (v. li.) Dónal Lunny, Liam O’Flynn und Paddy Glackin (2012)

Andy Irvine gilt als introvertierter Mensch. Oft in sich versunken spielt er auf der Bühne in einem Stil, der wohl einmalig ist. Die Instrumentenbeherrschung ist außergewöhnlich. Er spielt meist Mandoline und Bouzouki, deren Einfluss auf die irische Musik maßgeblich durch ihn geprägt wurde.
Irvine spielt kaum noch akkordorientiert, sondern begleitet sich und andere mit ausgefeilten Harmonien, die seinen unverwechselbaren Stil ausmachen. Er ist in dieser Spielweise vergleichbar mit dem virtuosen Gitarrenspiel von Dick Gaughan, deren gemeinsame Veröffentlichung Parallel Lines als Meilenstein der akustischen Folkmusik gilt.

## Repertoire
Irvine hat zahlreiche Lieder geschrieben, die einen hohen Bekanntheitsgrad haben und zu Klassikern avanciert sind, wie The West Coast Of Clare. Er interpretiert jedoch genauso traditionelles und zeitgenössischen Liedgut. Charakteristisch ist dabei die Kombination irischer Musik mit Melodien und Rhythmen aus Bulgarien, Mazedonien, Ungarn und der Türkei.

## Diskographie
- 1976: Andy Irvine (mit Paul Brady)
- 1979: Rainy Sundays … Windy Dreams (solo)
- 1980: Parallel Lines (mit Dick Gaughan)
- 1991: Rude Awakening (solo)
- 1992: East Wind (mit Davy Spillane; Tara)
- 1996: Rain on the Roof (solo)
- 2000: Way Out Yonder (solo)
- 2010: Abocurragh (solo)
- 2013: Parachilna (solo)

sowie zahlreiche Alben als Bandmitglied sowie Kompilationen